# Olimpíada do Conhecimento

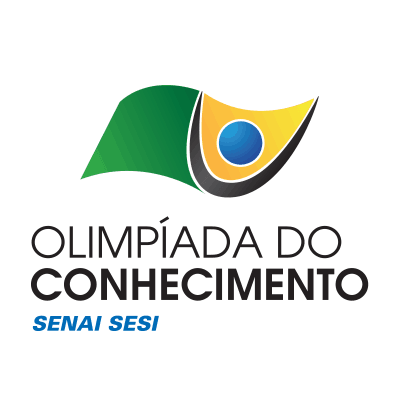
Logotipo da competição

A Olimpíada do Conhecimento é uma competição de educação profissional brasileira promovida pelo Serviço Nacional de Aprendizagem Industrial (SENAI), com participação do Serviço Nacional de Aprendizagem Comercial (SENAC).  
A competição tem como objetivo destacar as habilidades técnicas e pessoais dos jovens em avaliações elaboradas com base nas qualificações exigidas pelo mercado de trabalho e nos avanços tecnológicos. Realizada bianualmente, nos anos pares, o evento teve início em 2001, reunindo estudantes do SENAI e, desde 2008, do SENAC.
Ao final da competição, os melhores classificados são candidatos a vagas na equipe brasileira que participará do Torneio Internacional de Educação Profissional (WorldSkills), promovido pelo WorldSkills Competition.
Em toda sua história, a Olimpíada do Conhecimento já teve nove edições. A última ocorreu entre os dias 10 e 13 de novembro de 2016, em Brasília. O espaço de 50 mil m² recebeu 118.754 visitantes e 1.200 competidores de 26 unidades federativas em sete áreas tecnológicas, com provas por equipe, avaliações individuais e criação de projetos inovadores.

## Edições
As edições anteriores aconteceram em:
| Edição | Ano  | Local(is)                                                       |
| ------ | ---- | --------------------------------------------------------------- |
| 1º     | 2001 | Brasília                                                        |
| 2º     | 2002 | Natal, Belo Horizonte, Rio de Janeiro, São Paulo e Porto Alegre |
| 3º     | 2004 | Belo Horizonte                                                  |
| 4º     | 2006 | Recife                                                          |
| 5º     | 2008 | Curitiba                                                        |
| 6º     | 2010 | Rio de Janeiro                                                  |
| 7º     | 2012 | São Paulo                                                       |
| 8º     | 2014 | Belo Horizonte                                                  |
| 9º     | 2016 | Brasília                                                        |

## Etapa
A Olímpiada do Conhecimento se divide em basicamente quatro etapas:

### Etapa Escolar
Fase de seleção dos alunos de cada ocupação nas unidades de ensino, por meio de teste ou histórico escolar e entrevista com os instrutores.

### Etapa Estadual
Das disputas entre os melhores alunos dos centros de educação do SENAI de cada unidade da federação saem as equipes que representarão o estado na Etapa Nacional.

### Etapa Nacional
A Etapa Nacional reúne os melhores alunos do SENAI de todo o país. Os primeiros colocados de cada modalidade recebem medalhas de ouro, prata e bronze, além de certificados de excelência. É através dela que são concebida as vagas para a equipe que representará o Brasil no WorldSkills.